# Pointe de Corsen

Carte topographique de la mer d'Iroise et des principales pointes du Finistère.

La pointe du Corsen est un cap situé sur la commune de Plouarzel, dans le Finistère, en France. La pointe est le point le plus à l'ouest de la France métropolitaine continentale, alors que certains attribuent le plus souvent cette caractéristique à la pointe du Raz.

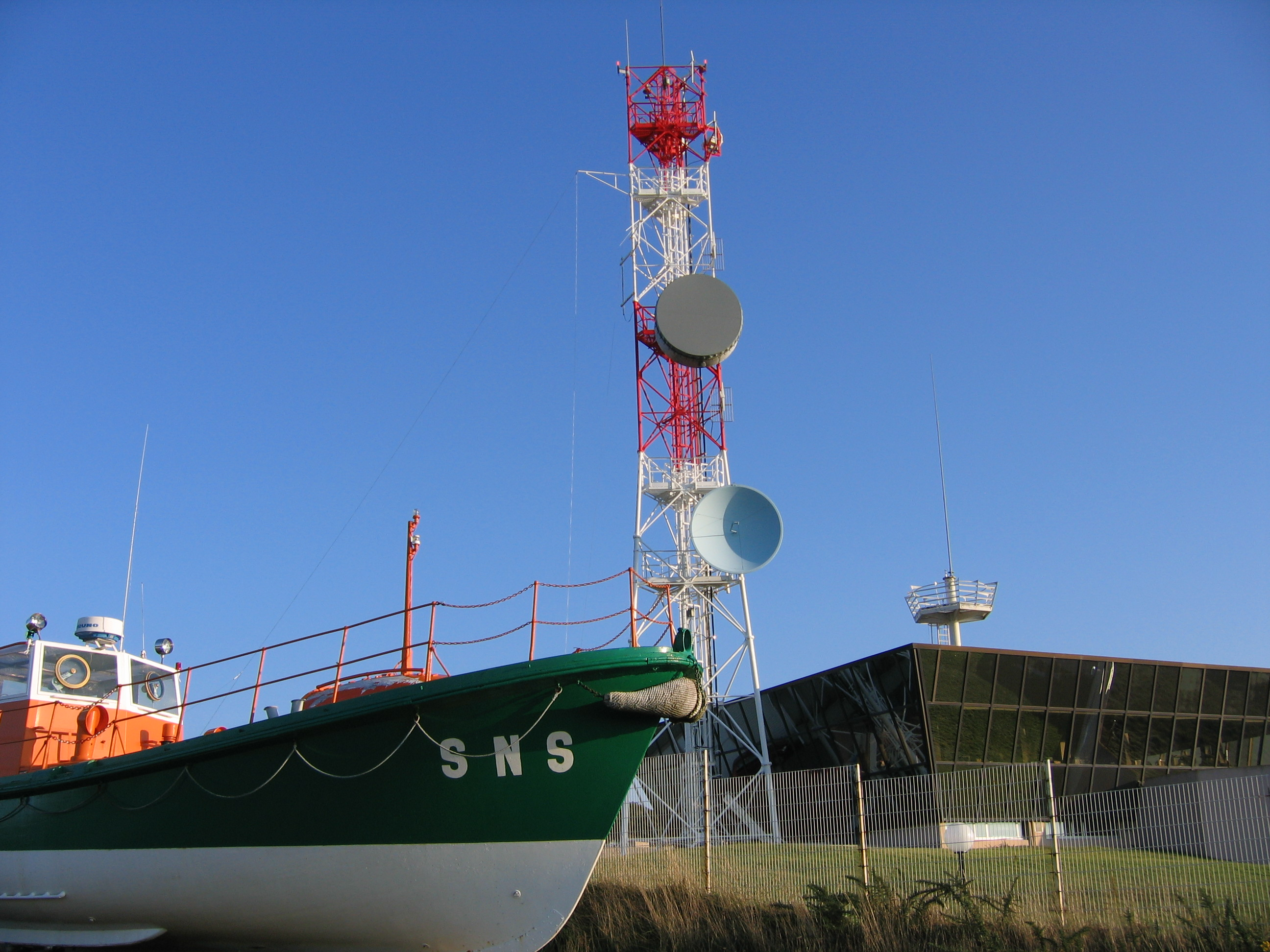
Bâtiments du Cross corsen devant lequel est implanté le canot de sauvetage « Patron-Aristide-Lucas »,, son pylône rouge et blanc dont les antennes permettent aux contrôleurs de parler avec tous les navires.

Du fait de sa position géographique extrême, cette pointe est considérée comme la frontière théorique entre la Manche et l'océan Atlantique.

## Phares
À proximité de la pointe, se trouve le phare du Corsen avec des bâtiments en ruines (ancien dépôt du service des phares et balises, et à 1,5 km le phare de Trézien, dont l'originalité tient dans son emplacement à l'intérieur des terres, à un bon kilomètre du rivage.

## CROSS Corsen
Au moment de l'échouement de l'Amoco Cadiz en mars 1978, il n'existe pas de CROSS dans les parages d'Ouessant. Le ministère de la mer fait réaliser le CROSS Corsen qui devient opérationnel en octobre 1982. Ce centre, situé sur la route de la pointe, ouvre ses portes uniquement pour des visites privées au cours desquelles sont présentées son rôle dans la centralisation des alertes et la coordination des missions de surveillance du rail d'Ouessant et du sauvetage en mer entre le Mont Saint-Michel et la pointe de Penmarch.

## Toponyme
La pointe du Corsen est une traduction de son nom breton, Beg Korzenn, signifiant littéralement la « pointe du chenal étroit », en référence au chenal du Four.
La toponymie du site présente un certain degré de polymorphisme : la pointe « est généralement appelée Beg Korzenn. Les riverains la nomment Beg ar Chach (la pointe des chiens), au Conquet on parle de Beg Paol (la pointe de saint Paul ; les Bretons ont une proximité avec leurs saints qui les dispensent généralement de
préciser le terme sant devant le prénom) ».

## Géologie
La pointe forme une falaise de 30 m de haut constituée par un granite hercynien, tardif par rapport au métamorphisme régional, et qui a recoupé le gneiss de Kerhormou (paragneiss avec une texture granoblastique orientée et dont la foliation est à pendage Sud) affleurant en falaise et sur l'estran plus au sud. Ce gneiss passe insensiblement à des migmatites et aux granodiorites de la Pointe des Renards, témoignant d'un métamorphisme croissant. Il est observable au niveau de la pointe sous forme de vastes panneaux dans le granite.

## Galerie

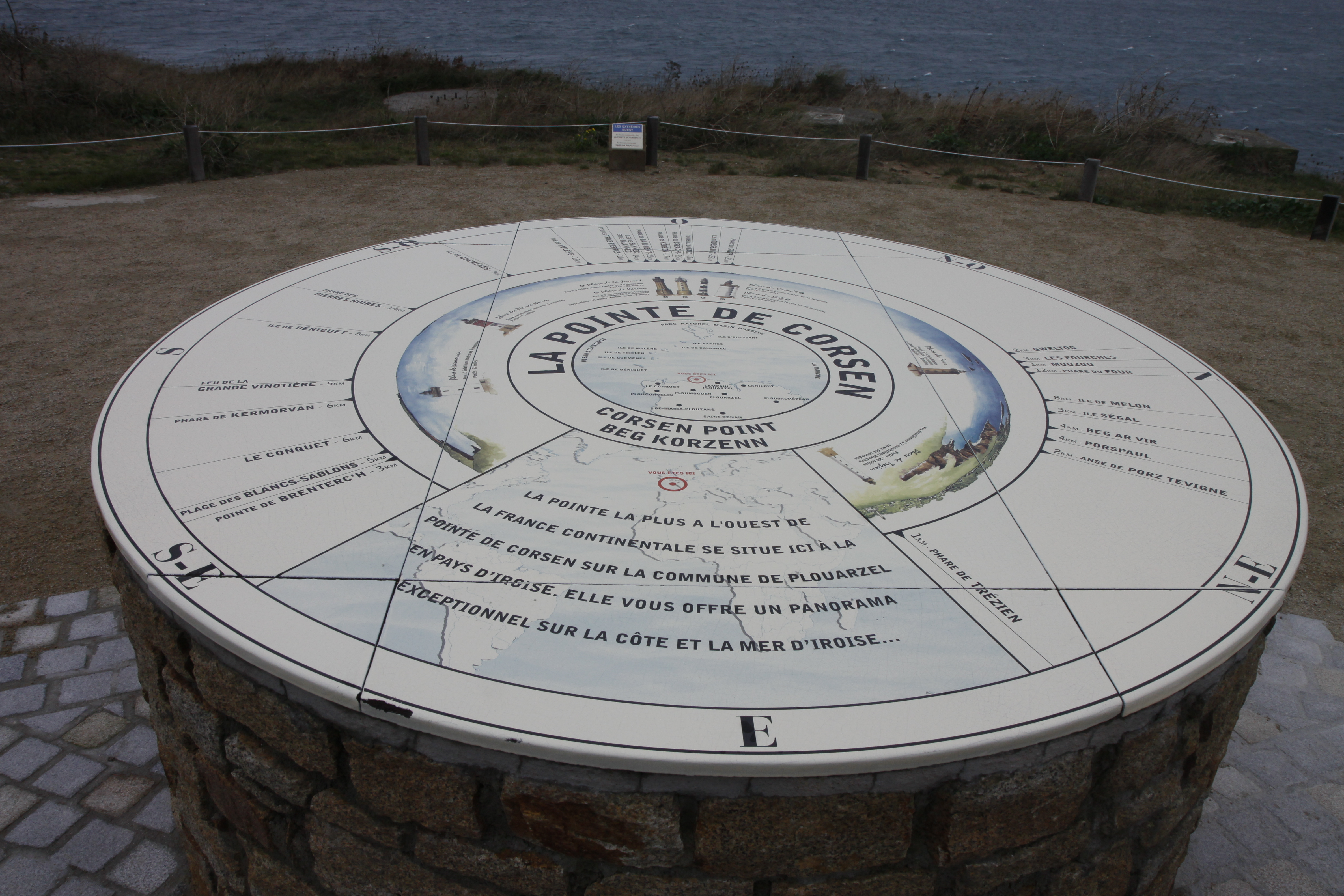
Un parcours ludique[9] chemine jusqu'à la table d'orientation de la pointe du Corsen.
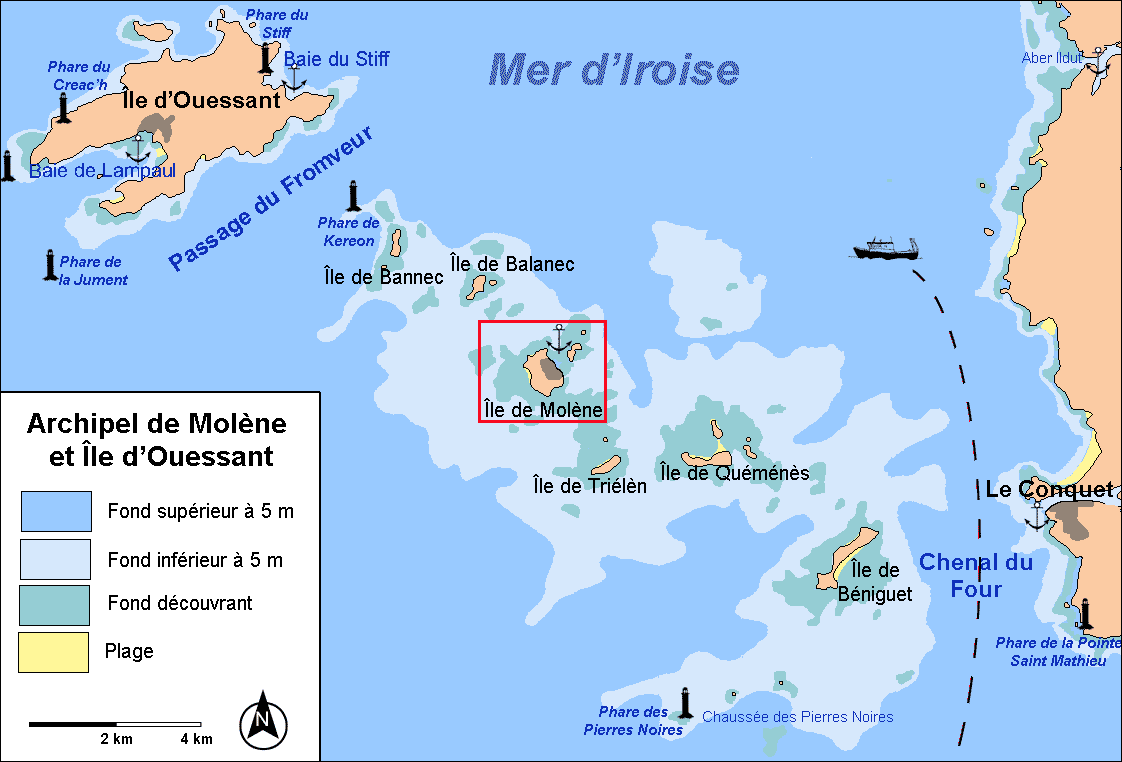
À mi-chemin entre le Conquet et l'Aber-Ildut, la pointe permet d'observer par beau temps les îles de l'archipel de Molène et Ouessant.
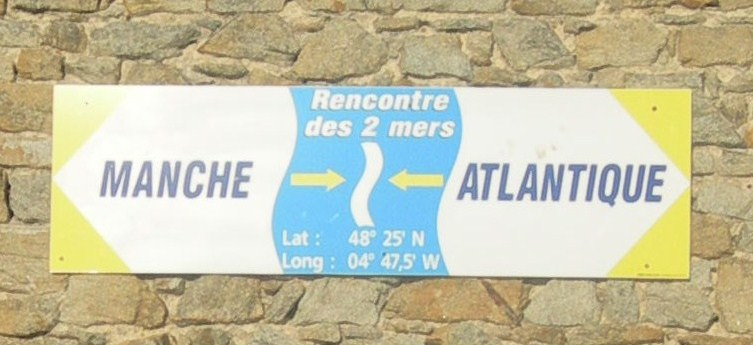
Écriteau à la pointe.